# 東英縣
東英縣（越南语：／）是越南河內市下轄的一個縣。面積185.7平方千米，2017年總人口381500人。古螺城是本县著名名胜。

## 地理
东英县东接北宁省慈山市，东北接北宁省安丰县，东南接龙编郡和嘉林县，南接西湖郡、北慈廉郡，西接麊泠县，西南接丹凤县，北接朔山县。

## 历史
阮朝时，东英县分属北宁省慈山府东岸县、多福府洽和县和金英县。嗣德后期，析设为东英县，隶属慈山府。
建福元年（1884年），避讳“英”字更名为东溪县。
1901年，殖民政府设立扶鲁省，东溪县划归扶鲁省管辖。
1902年，东溪县和安朗县析置永宁县，永宁县不久又撤归东溪县和安朗县。
1903年4月10日，东溪县复名东英县。
1904年，扶鲁省更名为福安省。
1950年2月12日，永安省和福安省合并为永福省，东英县隶属永福省。
1961年4月20日，东英县（总共16社）划归河内市管辖。
1961年5月31日，河内市郊区重新划分为4县，东英县下辖越雄社、进步社、自由社、万胜社、决心社、民主社、福盛社（包括原福盛社、扶鲁社仙店、元店和山店）、北鸿社、南鸿社、联协社、全胜社、越胜社、雄山社、成功社、英勇社、金钟社、莲河社、云河社、育秀社、东会社、枚林社、蚕舍社（包括原蚕舍社和四联社六店）、新进社23社。
1964年2月19日，枚林社和平村划归嘉林县上青社管辖。
1965年11月，福盛社更名为元溪社，自由社更名为春𡽫社，进步社更名为瑞林社，成功社更名为金弩社，联协社更名为云内社，全胜社更名为仙阳社，雄山社更名为威弩社，民主社更名为大麦社，越胜社更名为网罗社，英勇社更名为海贝社，新进社更名为永玉社，万胜社更名为春耕社，决心社更名为古螺社。
1982年10月13日，春内社、元溪社、仙阳社、威弩社析置东英市镇。

## 行政區劃
東英縣下辖1市鎮23社，县莅东英市镇。
- 東英市鎮（Thị trấn Đông Anh）
- 北鴻社（Xã Bắc Hồng）
- 古螺社（Xã Cổ Loa）
- 育秀社（Xã Dục Tú）
- 大麥社（Xã Đại Mạch）
- 東會社（Xã Đông Hội）
- 海貝社（Xã Hải Bối）
- 金鐘社（Xã Kim Chung）
- 金弩社（Xã Kim Nỗ）
- 蓮河社（Xã Liên Hà）
- 枚林社（Xã Mai Lâm）
- 南鴻社（Xã Nam Hồng）
- 元溪社（Xã Nguyên Khê）
- 蠶舍社（Xã Tàm Xá）
- 瑞林社（Xã Thụy Lâm）
- 仙陽社（Xã Tiên Dương）
- 威弩社（Xã Uy Nỗ）
- 雲河社（Xã Vân Hà）
- 雲內社（Xã Vân Nội）
- 越雄社（Xã Việt Hùng）
- 永玉社（Xã Vĩnh Ngọc）
- 網羅社（Xã Võng La）
- 春耕社（Xã Xuân Canh）
- 春𡽫社（Xã Xuân Nộn）

## 交通
- 越南鐵路
  - 河老線、河太線：古螺站 - 東英站
  - 河老線、北文線：北鴻站
  - 北文線：金弩站